# Linnaeushof 43-44 (Amsterdam)
Linnaeushof 43-44, Amsterdam is een gebouw aan het Linnaeushof in Amsterdam-Oost.
Het Linnaeushof ligt in een gebied dat tot 1921 behoorde aan de gemeente Watergraafsmeer. Rond het hof werden woningen gebouwd, de Hofkerk en scholen. Als bijna laatste gebouw kwam in 1931 een klooster gereed van de zusters van het Arme Kind Jezus. Het kreeg de naam Clara Feyklooster, vernoemd naar Clara Fey (1815-1894), stichtster van deze congregatie te Aken, later verplaatst naar het Zuid-Limburgse Simpelveld. Architecten waren de Rotterdamse broers Herman en Evert Kraaijvanger (later Kraaijvanger Architects). Een Amsterdamse aannemer zou het voor circa 120.000 gulden bouwen.

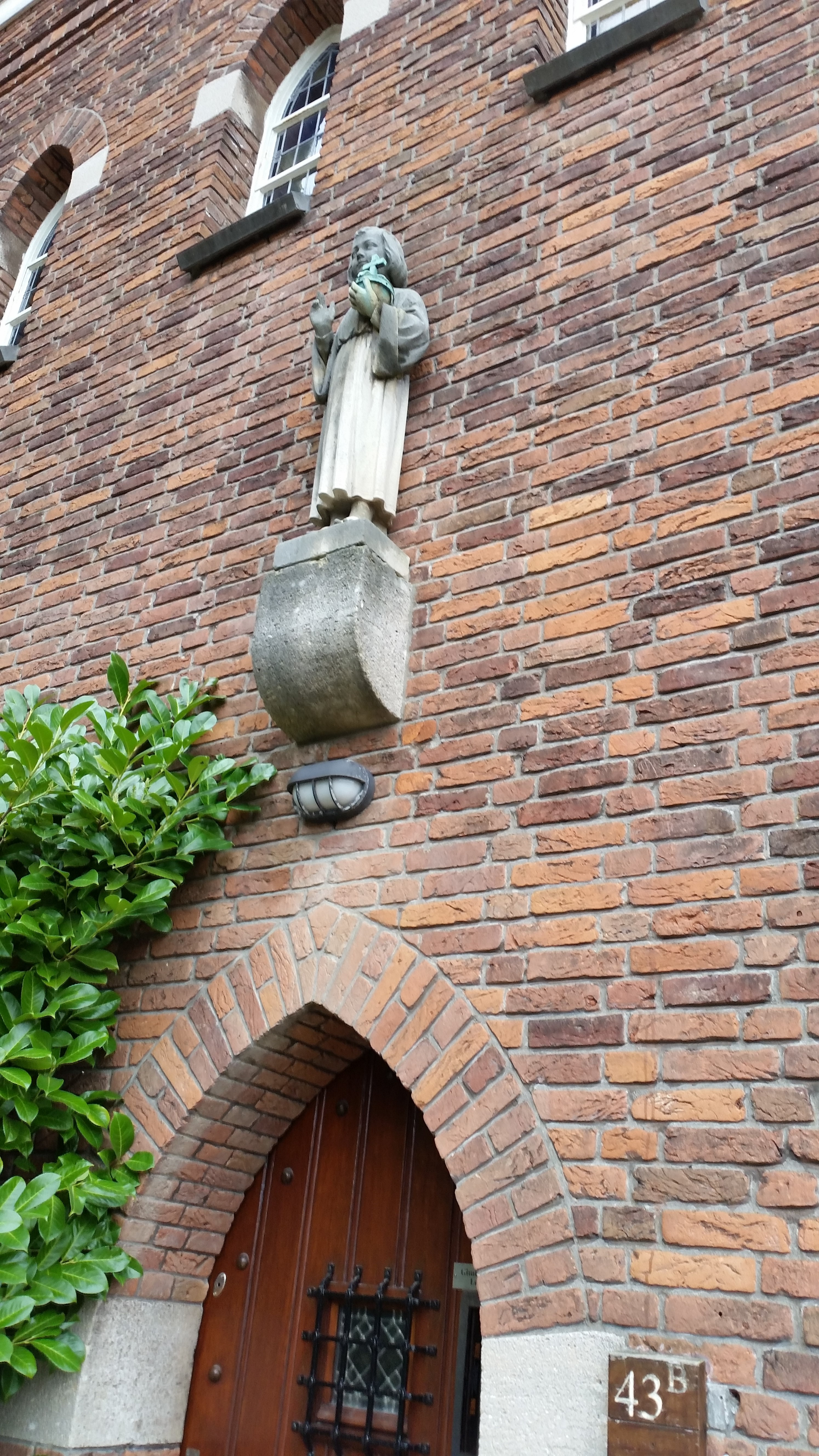
Beeld boven toegang (februari 2020)

In 1945 ontving het klooster via een schenking van een broer van een van de zusters een beeld van Christus die een wereldbol draagt. Het werd boven een van de deuren van het klooster geplaatst. Na meer dan een halve eeuw trokken de zusters zich terug in Simpelveld en Cadier en Keer. Zij namen daarbij beelden en andere kunstobjecten mee. De vestiging in Cadier en Keer sloot niet veel later. In 2005 werd het beeld teruggegeven aan Amsterdam en aan de gevel van het voormalige klooster herplaatst.
Het gebouw is vanaf 12 januari 2016 een gemeentelijk monument.